# مارينر أوف ذا سيز
مارينر أوف ذا سيز (بالإنجليزية: Mariner of the Seas)‏ هي سفينة سياحية تمتلكها شركة رويال كاريبيان إنترناشيونال، دخلت الخدمة في عام 2003.